# Virginiamicină
Virginiamicina (pristinamicină IIA/virginiamicină S1) este un antibiotic din clasa streptograminelor care este utilizat în tratamentul unor infecții bacteriene.
Virginiamicina este o asociere de două componente ce prezintă acțiune antibacteriană sinergică: virginiamicină S1, o macrolidă, și pristinamicină IIA (streptogramina A), o depsipeptidă.